# Cometa Ikeya-Seki
Hi ha dos cometes anomenats Ikeya-Seki: C/1965 S1 (aquest), i C/1967 Y1 (1968 I, 1967n).
El cometa Ikeya Seki (C/1965 S1) va ser descobert independentment pels astrònoms aficionats Kaoru Ikeya i Tsutomu Seki, amb uns 15 minuts de diferència d'un a un altre, el 18 de setembre de 1965, a les 19h12m, a l'oest de l'estrella "Alphard" (α Hydrae) amb una magnitud estimada de 8, presentant-se difús amb condensació. El 19 de setembre a les 18h57m36s ho confirmava el Smithsonian Astrophysical Observatory des de Woomera (Austràlia). Des d'un primer moment se li reconeix com un cometa "suïcida" o de Kreutz, augmentant el seu brillantor ràpidament. Així en 1 d'octubre va tenir una magnitud aproximada de 5,5 i el dia 12 del mateix mes, de 2; i una cua d'uns cinc graus de longitud. Va passar pel periheli a 0,007786 U.A. del Sol el 21 d'octubre de 1965 a les 4h24m, podent-se ser vist en ple dia, tapant amb la mà el disc solar. En eixe moment va poder tenir una magnitud de —10 o —11. La cua del cometa va aconseguir una longitud de 20 a 25 graus en els últims dies d'octubre i primers de novembre. En el seu afeli s'allunya de l'astre rei fins a 183,192214 U.A. El seu període de revolució és de 876,684262 anys. Hi ha una possibilitat que aquest cometa fóra el retorn del gran cometa X/1106 C1, que va ser vist en plena llum del dia en tot Europa.-
Dels sis cometes descoberts per Kaoru Ikeya, el 1966 R1 (Ikeya-Everhart), és parabòlic; els restants de períodes grandíssims:
- 1963 A1 (Ikeya) amb un període de 932,490861 anys.
- 1964 N1 (Ikeya) amb un període de 391,431491 anys.
- 1965 S1 (Ikeya-Seki) amb període de 876,684262 anys.
- 1967 I1 (Ikeya-Seki) amb període de 89.488,683726 anys.
- 153P/Ikeya-Zhang amb 373,425796 anys de període.

Comet Ikeya-Seki, vist des de Canberra el 31 d'octubre de 1965. Dibuix de David Nicholls.
1. 1 2 3 4 5 6 7 8  «JPL Small-Body Database». [Consulta: 12 novembre 2023].